# Rouslan Kochoulynsky
Rouslan Kochoulynsky, né le 9 septembre 1969, est un homme politique ukrainien. Vice-président du parti nationaliste Svoboda, il est vice-président de la Rada de 2012 à 2014 et candidat à l'élection présidentielle de 2019.

## Biographie

### Situation personnelle
Après être sorti diplômé de l'internat de sports de Lviv, il accomplit son service militaire obligatoire en République démocratique allemande pendant deux ans, de 1987 à 1989. Il s’inscrit ensuite au collège d’économie et de droit coopératif de Lviv, dont il sort diplômé en 1991.
Il s'installe par la suite dans la région de Kolomya, où il travaille dans un restaurant. En 1995, il part travailler pendant un an dans une mine d'or du kraï de Krasnoïarsk. Il reprend ses études au début des années 2000 et obtient un master en droit de l'université nationale d'économie de Ternopil en 2006.

### Parcours politique
En 1996, à son retour à Lviv, il s'engage en politique, rejoignant le parti nationaliste Svoboda. Il est nommé vice-président de ce parti en 2008 et prend la tête de son groupe au conseil municipal de Lviv en 2010.
Il fait partie des dirigeants de la campagne de Svoboda aux élections législatives de 2012, lors desquelles le parti d'extrême droite obtient 10,4 % des voix et 25 élus à la Rada (Parlement). Candidat en 12e position sur la liste nationale présentée par Svoboda, Rouslan Kochoulynsky est élu parlementaire. À la suite d'un accord entre les partis d'opposition, il élu vice-président de la Rada avec 305 voix. Il co-préside également le groupe interparlementaire Pologne-Ukraine. Il participe activement à la révolution de 2014 contre Viktor Ianoukovytch, mais échoue à se faire réélire député, Svoboda n'atteignant pas les 5 % nécessaires pour entrer à la Rada. Dans le cadre de la guerre du Donbass, il s'engage dans l’armée et prend part aux combats contre les séparatistes russes dans l'Est de l’Ukraine.
Candidat aux élections municipales de 2015 à Lviv, il est battu au second tour par le maire sortant, Andri Sadovy, obtenant 37 % des voix. Il est cependant élu membre du conseil régional.
En vue de l'élection présidentielle de 2019, le président de Svoboda, Oleh Tyahnybok, renonce à se présenter et indique que le parti présente la candidature de Rouslan Kochoulynsky. Sa candidature reçoit le soutien de l’Organisation des nationalistes ukrainiens, de Secteur droit, du Congrès des nationalistes ukrainiens et du C14 (en). Obtenant au niveau national quelque 310 000 suffrages, soit 1,62 % des voix, il arrive en neuvième position (sur 39 candidats) ; il recueille 7 % dans l’oblast d'Ivano-Frankivsk, 5 % dans celui de Lviv et moins de 0,5 % à l’Est.